# 89 (musikalbum)
89 är The Bear Quartets fjortonde studioalbum, utgivet 2009.

## Låtlista[1]
1. "Halmet" - 4:26
2. "Millions" - 4:01
3. "Sweet Beef" - 2:52
4. "Least Loved (of the Unloved)" - 2:46
5. "I Am Your Sister" - 5:23
6. "On the Map" - 4:35
7. "I Was a Weapon" - 4:31
8. "Reanimation of the Dead Sea" - 5:40
9. "Carry Your Weight" - 3:18
10. "Northern" - 4:31

## Mottagande
Skivan fick ett gott mottagande när den utkom och snittar på 3,8/5 på Kritiker.se, baserat på tjugotvå recensioner.